# Wilhelm von Dommes

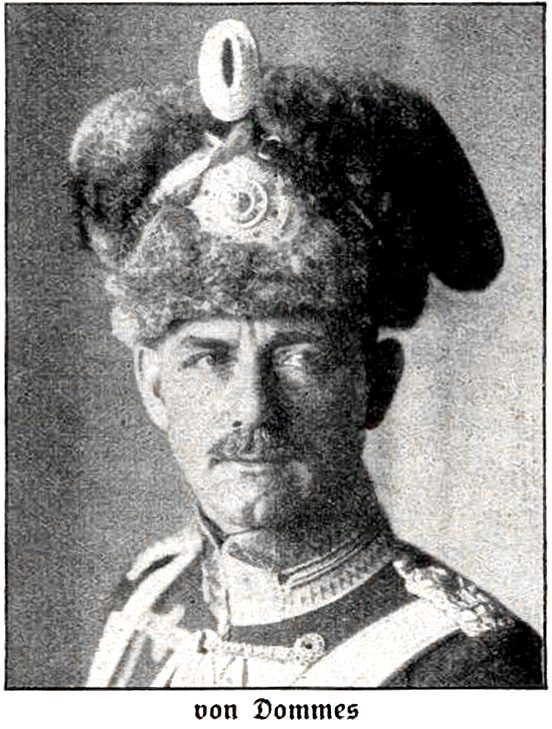
Wilhelm von Dommes

Wilhelm Ernst Justus Dommes, seit 1903 von Dommes (* 15. September 1867 in Göttingen; † 5. Mai 1959 in Verden (Aller)) war ein deutscher Generalleutnant und Generalbevollmächtigter des preußischen Königshauses.

## Leben

### Herkunft
Wilhelm war der ältere von zwei Söhnen des späteren preußischen Generalmajors August von Dommes (1834–1913). Am 19. Dezember 1903 wurde der Vater in den erblichen preußischen Adelsstand erhoben.

### Werdegang
Dommes trat am 29. September 1885 als Fahnenjunker in das Dragoner-Regiment „Freiherr von Manteuffel“ (Rheinisches) Nr. 5 der Preußischen Armee in Hofgeismar ein und wurde dort am 13. Mai 1886 zum Fähnrich ernannt. Als Sekondeleutnant (seit 15. Januar 1887) erfolgte ab 17. September 1892 seine Verwendung als Regimentsadjutant. Vom 1. Oktober 1894 bis 20. Juli 1897 wurde Dommes an die Kriegsakademie nach Berlin kommandiert und dort zwischenzeitlich am 22. März 1895 zum Premierleutnant befördert. Nach dem Besuch der Akademie kam er nach Allenstein in das Dragoner-Regiment „König Albert von Sachsen“ (Ostpreußisches) Nr. 10. Es folgte am 1. April 1898 seine Kommandierung zum Großen Generalstab sowie am 29. März 1900 seine Versetzung hierher. Am 16. Dezember 1902 kam er als Eskadronchef nach Thorn in das Ulanen-Regiment „von Schmidt“ (1. Pommersches) Nr. 4, wo er bis zum 1. Mai 1905 seinen Dienst versah. Anschließend fungierte er als 1. Adjutant des Chefs des Generalstabes der Armee Alfred von Schlieffen, wie auch später dessen Nachfolgers Helmuth Johannes Ludwig von Moltke, und wurde am 22. März 1907 zum Major befördert. Vom 3. Mai 1910 an fungierte er als diensttuender Flügeladjutant von Kaiser Wilhelm II. In dieser Funktion erhielt er am 1. Oktober 1912 die Beförderung zum Oberstleutnant und wurde am 27. Januar 1913 zusätzlich Kommandeur des Leib-Garde-Husaren-Regiments in Potsdam.
Mit Ausbruch des Ersten Weltkriegs ernannte man ihn zum Chef der politischen Abteilung beim Chef des Generalstabs des Feldheeres im Großen Hauptquartier, beförderte ihn am 5. September 1914 zum Oberst, um ihn ab 22. Oktober als Chef des Generalstabes des VIII. Armeekorps einsetzen zu können. Am 11. Februar 1915 übernahm er die gleiche Funktion beim Armeekorps „Marschall“, das bei der k.u.k 7. Armee am unteren Dnjestr gebildet wurde, und aus dessen Stab im April 1916 das neuerrichtete Garde-Reserve-Korps an der Westfront hervorgehen sollte. 1917 versetzte man Oberst Dommes zur Deutschen Militärmission unter Liman von Sanders in das Osmanische Reich. 1917 fungierte er als Chef des Generalstabes der Heeresgruppe Yıldırım in Palästina. Kurzzeitig wurde Dommes am 25. Februar 1918 zur Verfügung gestellt und am 22. März 1918 zum Generalmajor befördert.
Am 31. März 1918 kam Dommes wieder an die Westfront und erhielt dort das Kommando über die 66. Infanterie-Brigade und drei Monate später über die 2. Division. Auf diesem Posten verblieb er über das Kriegsende hinaus, wurde im Mai 1919 zur Verfügung gestellt und am 12. Juli 1919 aus der Armee verabschiedet und in den Ruhestand versetzt. Dommes erhielt am 27. August 1939, dem sogenannten Tannenbergtag, den Charakter als Generalleutnant verliehen.
In der Zeit der Weimarer Republik war Dommes Mitglied der „Christlich-deutschen Bewegung“. Außerdem war er von 1925 bis 1934 letzter Vorsitzender des Preußenbundes und von 1932 bis zum Tode Wilhelms II. im Jahr 1941 Leiter der Generalverwaltung des vormals regierenden preußischen Königshauses und Generalbevollmächtigter des preußischen Königshauses. Nach Ende des Zweiten Weltkriegs hatte er diese Funktion ein weiteres Mal von 1945 bis Dezember 1947 inne. Sein Sitz befand sich im Niederländischen Palais im Sowjetischen Sektor von Berlin.
Danach verzog Dommes zu seinem in Verden (Aller) lebenden Bruder Georg von Dommes (1872–1952), wo er 1959 verstarb und mit militärischem Geleit der Bundeswehr auf dem Domfriedhof begraben wurde.

### Familie
Wilhelm von Dommes war seit 1912 mit Elisabeth Gräfin von Kanitz (1882–1958) verheiratet. Die Ehe blieb kinderlos.

## Auszeichnungen
- Eisernes Kreuz (1914) II. und I. Klasse
- Pour le Mérite am 8. Juni 1918[2]
- Roter Adlerorden III. Klasse mit der Schleife und Krone[3]
- Kronenorden III. Klasse[3]
- Ritterkreuz des Königlichen Hausordens von Hohenzollern[3]
- Preußisches Dienstauszeichnungskreuz[3]
- Ritterkreuz I. Klasse des Ordens vom Zähringer Löwen[3]
- Bayerischer Militärverdienstorden IV. Klasse mit Krone[3]
- Offizierskreuz des Albrechts-Ordens[3]
- Komtur des Hausordens vom Weißen Falken[3]
- Lippischer Hausorden II. Klasse[3]
- Ritterkreuz des Ordens der Württembergischen Krone[3]
- Komtur II. Klasse des Friedrichs-Ordens[3]
- Komtur des St. Alexander-Ordens[3]
- Komtur des Royal Victorian Order[3]
- Orden der Eisernen Krone II. Klasse[3]
- Russischer Orden der Heiligen Anna II. Klasse[3]
- Osmanje-Orden II. Klasse[3]